# بخش دشت ذهاب
بخش دشت ذهاب، یکی از بخش‌های شهرستان سرپل ذهاب در استان کرمانشاه ایران است. مرکز این بخش، روستای کوئیک است.

## تقسیمات کشوری
- بخش دشت ذهاب
  - دهستان دشت ذهاب
  - دهستان پشت تنگ
  - دهستان جیگران
  - دهستان سرقلعه

## جمعیت
بر پایه سرشماری عمومی نفوس و مسکن در سال ۱۳۹۵، جمعیت بخش دشت ذهاب برابر با ۱۴٬۶۲۱ نفر بوده‌است.